# Arnau Roger de Pallars
Arnau Roger de Pallars (1408 – 1461) foi bispo de Urgell e co-príncipe de Andorra entre 1436 e 1461.
Era filho de Hugo Roger II e irmão de Roger Bernat I. Foi conselheiro de Afonso V o Magnânimo na Itália, embaixador em Roma (1455) e patriarca de Alexandria (1457).